# Stub (tegning)
En stub er et tegneredskab, der bruges til udjævning (fordrivning) og derved blanding af farvestrøg ved tegning med pastel, kridt, tegnekul og blyant. En stub laves gerne selv, men de kan også købes. Et stykke papir, gerne klippet i en lang trekant, rulles meget kraftigt sammen inden enden fastgøres med lim eller tape. Det giver en eller to lidt bløde spidser i enden af rullen. En stub kan laves af mange slags papir, herunder køkkenrulle. I så fald kan stubben stives af med en indvendig pind.